# رانامد، نیوجرسی
رانامد (به انگلیسی: Runnemede) شهری در ایالت نیوجرسی کشور ایالات متحده آمریکا است که جمعیت آن در سرشماری سال ۲۰۱۰ میلادی، ۸٬۴۶۸ نفر بوده‌است.